# 新壁街
39°54′07″N 116°22′52″E / 39.9018391°N 116.3812245°E
新壁街是位于中国北京市西城区东部的一条街。

## 简介
新壁街原来东起北新华街，西到南翠花街，中间有一条岔路向北到明光胡同。2000年代，经过拓宽改造，改为东起北新华街，连接西交民巷，西到未英胡同，连接大方胡同。明朝称“厂墙街”。清朝改称“半壁街”。1914年开辟北新华街时，将半壁街分为东、西两段。1965年，北新华街西侧段定名“新壁街”，并将东夹道并入。